# Технологія збагачення сірчаних руд
Технологія збагачення сірчаних руд

## Сировинна база
В природі сірка зустрічається як у вільному стані (самородна), так і у вигляді сульфідів (пірит, піротин, ґаленіт, сфалерит і ін.) і сульфатів (ґіпс, ангідрит, барит і ін.). Отримують сірку з самородних руд, а також у вигляді побічного продукту при переробці поліметалічних руд, з сульфатів при їх комплексній переробці, з природних газів і горючих копалин при їх очищенні. Найбільшу питому вагу в виробництві елементарної сірки мають родовища самородної сірки.
В Україні родовища самородної сірки находяться в Передкарпатському басейні (Львівська та Івано-Франківська області). Найбільшими родовищами цього басейну є Роздольське і Язівське. Родовища сірки також відомі на Керченському півострові, а її вияви — в багатьох інших районах країни.
Родовища самородної сірки діляться на екзогенні і вулканогенні. Перші утворилися одночасно з вмісними породами. Родовища другої групи утворилися пізніше вмісних гірських порід. Генезис руд визначає їх технологічні властивості, так як від нього залежить мінеральний склад, характер зрощення і інші особливості руд.
Сірчані руди представлені в основному вапняковими вапняково-глинистими і вапняково-кальцитовим типами. До складу сірчаних руд крім сірки входять кальцит, доломіт, целестин, ґіпс, глина, бітуми і кварц. Вміст сірки в промислових рудах коливається від 8 до 40 %.
За структурними особливостями сірка в рудах підрозділяється на крупнокристалічну (розмір кристалів 0,1-15 мм), тонкокристалічну (розмір зерен менше сотих частинок мм), і прихованокристалічну (дрібні зерна і прожилки, що не мають чітких граней). Ці різновиди сірки утворюють різні текстури: строкату, вкраплену, прожилково-вкраплену, брекчієподібну і ін. Від структури самородної сірки і її текстурних форм залежить крупність подрібнення і можливість використання процесу самоподрібнення. Основний метод збагачення сірчаних руд — флотація, результати якої залежать від вмісту глини і бітумів.

## Історія
Про переробку сірчаних руд і вилучення сірки пишуть середньовічні автори. Так Георг Агрікола у 12 розділі своєї праці «Про гірничу справу та металургію» (De Re Metallica) (1556 р.) зазначає:
| Сірку добувають із сірчаних руд або сумішей, що містять сірку. Воду наливають у свинцеві черени та виварюють до виділення сірки. ...Інші закопують у землю посудину у вигляді глека і ставлять на нього іншу посудину з отвором у дні, в яку кладуть колчедан та інші сірчані руди, закриваючи її, щоб сірка не могла випаруватися. Нагріта сильним вогнем руда виділяє сірку, і вона стікає в нижню посудину, в яку налита вода. |

## Основні сучасні методи збагачення
Технологічна схема збагачення сірчаних руд, що використовується на Роздольській збагачувальній фабриці наведена на рис. 1.

Рис. 1 — Технологічна схема збагачення сірчаної руди.

Підготовка руди до збагачення складається з двох стадій дроблення до крупності 40 мм в відкритому циклі і двох стадій подрібнення до 65 — 70 % класу — 0,074 мм. Дроблення першої стадії виконується в щокових дробарках, другої стадії — в молоткових. При дробленні в дробарках другої стадії можливі випадки спалаху і загоряння пилу. Для запобігання цього в молоткові дробарки подається вода і пар, а також передбачена посилена аварійна вентиляція для швидкого видалення газів, що утворюються при спалаху пилу. Подрібнення першої стадії до крупності 5 мм здійснюється в стрижневих млинах. Подрібнений продукт стрижневих млинів подається в спіральні класифікатори, злив яких направляється на флотацію, а піски — на другу стадію подрібнення в кульових млинах з розвантаженням через решітку.
Схема флотації передбачає основну, контрольну і три перечисних операції. Як збирачі при флотації використовують аполярні реагенти (гас, трансформаторне масло), як спінювачі — спирти (Т — 66, Т — 80). Для підвищення селективності флотації застосовують поліфосфат натрію (пептизатор тонкодисперсних глин) і рідке скло (депресор кальциту, кварцу, бітумів). Звичайно флотаційний концентрат з вмістом сірки 70 — 75 % після згущення в радіальному згущувачі і фільтрування в дискових вакуум-фільтрах направляють на подальшу переробку автоклавним методом. При автоклавній плавці сірчаний концентрат завантажується в автоклави разом з реагентами-гідрофілізаторами пустої породи і флокуляторами частинок сірки. В автоклав подається перегрітий пар, що нагріває концентрат до температури 130 °C, при якій сірка плавиться. Розплавлена сірка збирається в нижній частині автоклава, а відходи спливають на поверхню. Але відходи автоклавної плавки містять тільки до 40 — 50 % сірки, тому вони охолоджуються до 45 °C, згущуються і повертаються в основну флотацію, де з них вилучається до 90 — 95 % сірки.

Рис. 2 — Комбінована схема переробки тонковкрапленої.

Видобування сірки здійснюють також методом підземного виплавляння її в місцях залягання гарячою водою з температурою 130—150 °C. З відкачаної на поверхню сірчано-водяної суміші можна зразу одержувати готову грудкову сірку (з вмістом сірки 99,5 — 99,9 %) з руд, які з техніко-економічних причин недоцільно видобувати звичайними способами.

## Зміна розмірів зерен руди за допомогою термообробки
Метод застосовується для переробки сірчаних руд з важкою збагачуваністю, коли флотацією не досягається високого вилучення сірки в концентрат і частина її втрачається зі зростками.
Для розкриття зростків їх піддають термообробці. Різна температура плавлення сірки і породи дозволяє відділити корисний компонент від вмісного мінералу (кальциту). Нагріву піддають пульпу, що містить 40-50 % твердого. Тривалість нагріву близько 30 хвилин. Температура нагріву 120—135 оС. Виплавлена сірка утворює водну емульсію. При слабому перемішуванні частинки сірки коалесціюють. Швидкість охолоджування пульпи 2 оС за хвилину. На рисунку 2 наведена комбінована схема переробки сірчаної руди за допомогою термообробки і флотації.

## Використання
Сірку широко застосовують в різних галузях господарства. Основними споживачами її є хімічна, паперова, ґумова, харчова, нафтова, військова промисловість, сільське господарство. Найбільшу кількість видобутої сірки використовують у хімічній промисловості для виробництва сірчаної кислоти, при виробництві фосфорної, соляної та інших кислот, в ґумовій промисловості, виробництві барвників, димного пороху тощо. Виробництво штучного волокна (віскози) в хімічній промисловості є іншим споживачем сірки. В сільському господарстві сірку застосовують як засіб боротьби з шкідниками, частково як добриво, для дезінфекції при лікуванні тварин. У паперовому виробництві сірку у вигляді використовують при обробці деревної маси (бісульфатний метод). Багато сірки використовується при вулканізації ґуми. Незначні кількості сірки високої чистоти використовуються в хіміко-фармацевтичній промисловості. Сірку використовують також для виробництва ультрамарину. Текстильна, харчова, крохмальна і патокова галузі застосовують сірку або її сполуки для вибілювання і прояснення, при консервації фруктів, в холодильній справі. Крім того, сірку застосовують в скляній, шкіряній і інших галузях промисловості.